# Sunspot
Sunspot (echte naam Roberto "Bobby" da Costa) is een superheld uit de strips van Marvel Comics, die vooral voorkomt in de strips van de X-Men en gerelateerde titels zoals New Mutants en X-Force. Hij werd bedacht door schrijver Chris Claremont en tekenaar Bob McLeod, en verscheen voor het eerst in Marvel Graphic Novel #4: The New Mutants (1982)
Sunspot is een mutant van Braziliaanse afkomst. Hij kan zonne-energie absorberen en gebruiken voor verschillende superkrachten.

## Biografie

### Jonge jaren
Roberto groeide op in Rio de Janeiro als de zoon van de rijke zakenman Emmanuel da Costa en archeologe Nina da Costa. Emmanuel was erop gebrand Roberto tot een waardige opvolger te maken. Roberto ging naar school in Rio's Vilár school. Op deze school bleek Roberto een enorm talent te hebben voor voetbal en kwam in het schoolteam genaamd de Thunderbolts.
Kort voor zijn veertiende raakte Roberto echter betrokken bij een vechtpartij toen de Thunderbolts moesten spelen tegen de Dynamos. Bij dit gevecht werden zijn mutanten krachten voor het eerst zichtbaar. Hij veranderde opeens in een wezen van zwarte zonne-energie en was net zo verbaasd en geschrokken als ieder ander. Een paar dagen later probeerde Donald Pierce samen met enkele huursoldaten van de Hellfire Club Roberto te doden puur om het feit dat hij een mutant was. De aanslag werd voorkomen door Karma en Psyche. Echter, Roberto’s vriendin Juliana kwam wel om. Sindsdien heeft Roberto altijd zijn mutatie de schuld gegeven van haar dood.

### New Mutants en X-Force
Na de redding voegde Roberto zich bij Karma en Psyche om achter Donald Pierce aan te gaan. De drie werden vergezeld door Wolfsbane en later Cannonball. Professor X bood de vijf tieners een plaats op zijn school. Daar werden ze de oprichters van de New Mutants. Xavier wilde dat de groep uitsluitend studenten zouden zijn en geen superhelden, maar die eis bleek aan dovemansoren gericht. Roberto, die zich nu Sunspot noemde, en zijn teamleden reisden o.a. naar de ruimte, de toekomst, het verleden en andere dimensies.
Toen de tijdreizende mutant Cable zich bij de New Mutants voegde, vormde hij het team om tot het agressievere X-Force. Gedurende deze tijd kreeg Sunspot les van Gideon van de Externals omdat Gideon dacht dat Sunspot ook een External was. Gideon experimenteerde eveneens op Sunspot, wat hem de kracht gaf om zonne-energie af te vuren.

### Reignfire
Toen Sunspot zich bemoeide met de teleportatiekrachten van Locus, raakte hij verloren in het ruimtetijdcontinuüm. Een schurk genaamd Reignfire dook op kort voordat Sunspot verdween en nam het Mutant Liberation Front over met geweld. Zijn uiterlijk en krachten waren gelijk aan die van Sunspot. Later bleek hij zelfs Sunspot te zijn. Reignfire was blijkbaar een cellulaire constructie die zichzelf had gevormd naar Sunspots evenbeeld toen hij een celmonster van hem ontving. De echte Sunspot keerde uiteindelijk terug en Reignfire stierf.

### Hellfire Club en X-Corporation
Later in zijn X-Force carrière werd Roberto benaderd door leden van de Hellfire Club. Ze vertelden hem dat aangezien zijn vader lid was van de club, Roberto automatisch ook lid was. Selene beloofde Roberto om Juliana weer tot leven te brengen als hij bij de club kwam. Roberto ging akkoord. Selene hield zich aan haar deel van de afspraak, maar slechts in beperkte mate. Ze bracht de geest van Juliana terug, maar plaatste deze in het lichaam van een in coma verkerende vrouw. Roberto werd de nieuwe Black Rook (zwarte toren) van de Hellfire Club.
Zonder verdere verklaring dook Roberto later op in Los Angeles als hoofd van de lokale tak van X-Corporation, samen met Magma en Empath. Roberto’s banden met de Hellfire Club werden echter niet doorgesneden, aangezien hij werd benaderd door Sebastian Shaw die de nieuwe Lord Imperial was van de Hellfire Club en Roberto wilde als zijn Black King (zwarte Koning). Shaw beweerde dat hij probeerde de club om te vormen tot een goede organisatie. Roberto ging akkoord, maar hield dit geheim voor de anderen.
Shaw werd echter verwond door Donald Pierce, waarna Sunspot de titel van Lord Imperial overnam. Deze positie heeft hij momenteel nog steeds. Hij wordt bijgestaan door Sage, die de X-Men verliet om te zorgen dat Roberto niet werd verteerd door zijn nieuwe macht.
Na afloop van de House of M verhaallijn besloot Cyclops alle takken van X-Corporation op te heffen omdat er te weinig mutanten over waren en om de X-Men beter te kunnen helpen. Sunspot is een van de 198 mutanten die zijn krachten heeft behouden.

## Krachten en vaardigheden
Sunspot is een mutant wiens lichaamscellen zonne-energie absorberen en omzetten tot verschillende superkrachten. Sunspot kan een supervorm aannemen waarin hij geheel zwart kleurt behalve zijn ogen. Deze vorm kan hij alleen aannemen als hij genoeg zonne-energie heeft geabsorbeerd. Sunspots supervorm heeft een corona effect: een aura dat op verschillende manieren kan worden gebruikt.
Oorspronkelijk was Sunspot alleen in staat de zonne-energie om te zetten tot bovenmenselijke kracht, en dan ook alleen in zijn supervorm. In tegenstelling tot andere supersterke helden had Sunspot ondanks zijn kracht geen verhoogde weerstand tegen verwondingen. Hij kon derhalve net zo makkelijk gewond raken als een normaal mens. Maar over de jaren zijn Sunspots krachten flink veranderd. Deze veranderingen begonnen in de X-Force serie midden jaren 90. Toen Gideon op Roberto experimenteerde kreeg hij de gave om de zonne-energie die hij absorbeerde af te vuren als energiestralen of hitte projectie. Door deze energie in omgekeerde richting af te vuren kan Sunspot tevens vliegen.
Naast zijn superkrachten is Sunspot een succesvol zakenman die en miljoenenbedrijf runt. Hij is tevens een ster in voetbal en heeft bij de X-Men training ondergaan in verschillende vormen van vechten.

## Ultimate Sunspot
In het Ultimate Marvel universum is Sunspot eveneens een mutant van Braziliaanse afkomst,maar hij is opgegroeid in Harlem. Hij ziet de X-Men in deze continuïteit als decadente figuren aangezien ze zich volgens hem verheven achten boven tweede-klas mutanten zoals hij. Hij heeft tevens een haat tegen Magneto en zijn Brotherhood of Mutants voor de anti-mutanten hysterie die ze veroorzaken met hun aanslagen.

## In andere media
- Sunspot verscheen in een aantal afleveringen (Growing Pains, Retreat, Mainstream, en Blind Alley) van de animatieserie X-Men: Evolution. Zijn stem werd gedaan door Michael Colemon. In de serie is hij een bij-personage dat lid is van de New Mutants.

- In de film X2 is Sunspots naam een van de vele namen van mutanten die te zien is op een lijst op Strykers computer wanneer Mystique deze doorzoekt.
- hij verschijnt ook in x-men: days of the future past
- Sunspot verschijnt in het spel X-Men Legends II: Rise of Apocalypse.